# سنگاردی
سنگاردی (به انگلیسی: Sangareddy) یک منطقهٔ مسکونی در هند است که در بخش میدک واقع شده‌است. سنگاردی ۱۳٫۷۰ کیلومتر مربع مساحت و ۷۲٬۳۴۴ نفر جمعیت دارد و ۴۹۶ متر بالاتر از سطح دریا واقع شده‌است.